# Kosrat Rasul Ali
Kosrat Rasul Ali (kurdiska: کۆسرەت ڕەسووڵ عەلی, romaniserad: Kosrat Resûl Alî), född 1 augusti 1952 i Erbil i den kurdiska delen av Irak, är en kurdisk  politiker; tidigare premiärminister och vicepresident i irakiska Kurdistan. Han var med och byggde upp landets politiska system och har benämnts som en av Kurdistans 12 pelare.
Kosrat Rasul Ali var en av dem som ledde kriget mot Saddam Husseins regim på 1990-talet (Raparin-kriget). Han har gjort sig känd som ett ansikte för peshmerga-styrkorna i den kurdiska regionen i Irak. Han har skadats flera gånger men har alltid lyckats överleva och har därmed fått en symbolstatus som en peshmerga.